# Rockin' All Over the World
„Rockin' All Over the World“ je píseň amerického zpěváka Johna Fogertyho, která původně vyšla jako singl s písní „The Wall“ na jeho B-straně. Obě skladby pochází z jeho alba John Fogerty z roku 1975. O dva roky později skladbu nahrála britská skupina Status Quo na své album Rockin' All Over the World. Později skladbu nahrála například kapela Bon Jovi.
česká coververze
Pod názvem „Valentýn“ ji s vlastním textem v roce 1983 nazpívala Eva Hurychová